# Enric I de Xipre

La Mediterrània oriental l'any 1240, durant el regnat d'Enric I.

Enric I de Xipre, anomenat el Gros, o Enric de Lusignan (1217 - 1254) va ser rei de Xipre des del 1218 fins al 1253. Era el fill d'Hug I de Xipre i d'Alícia de Xampanya i Jerusalem.

## Biografia
Va néixer el 3 de març del 1217 i el seu pare va morir el 10 de gener del 1218, així que va esdevenir rei de Xipre amb tan sols nou mesos d'edat. La seva mare, ajudada pel seu oncle Felip d'Ibelin, va exercir com a regent. El 1220, la regent va signar els Acords de Limassol, que resolien els litigis plantejats entre la noblesa i el clergat llatí de Xipre sobre les zones pertanyents als monestirs grecs donats a la noblesa. Una disputa entre Felip i Alícia el 1225, oficiada pel papa Honori III, va destituir de la regència a Alícia i va confirmar Felip com a regent. Felip va morir el 1227 i va ser reemplaçat en el lloc de regent pel seu germà Joan d'Ibelin (el Vell Senyor de Beirut).
El 1225 l'emperador Frederic II Hohenstaufen es va casar amb la reina Violant o Isabel II de Jerusalem i anuncià la seva intenció d'iniciar una croada. Diposità la seva confiança en Joan de Brienne com a regent del Regne de Jerusalem i reivindicà la regència de Xipre. Davant la pressió de la noblesa xipriota, va decidir deixar de moment les coses com estaven, i que fos coronat, en aquell mateix any, Enric I de Xipre a la catedral de Santa Sofia a Nicòsia, amb tan sols vuit anys.
El juliol del 1228, Frederic II va marxar, encapçalant la Sisena Croada, i va retirar de la regència de Jerusalem a Joan d'Ibelin per exercir-la ell mateix. A continuació es va ocupar de Palestina, on va negociar la tornada de Jerusalem als llatins. Al maig del 1229 abandonà l'Orient, deixant el Regne de Xipre en mans d'un consell de regència compost per cinc nobles, i organitzà les noces d'Enric I amb Alícia de Montferrat, germana del marquès Bonifaci II. Joan d'Ibelin va organitzar un exèrcit que va desembarcar a Xipre, va eliminar el consell de regència i va conquerir l'illa, però l'emperador va enviar Roger Filangeri perquè aconseguís el control d'algunes ciutats de Síria i Beirut, propietat de Joan d'Ibelin. La guerra civil va continuar a Xipre, i Joan d'Ibelin, malgrat ser derrotat al maig del 1232 a Casal-Imbert, va aconseguir derrotar els imperials el 15 de juny del 1232 en la batalla d'Agridi, i va assetjar als regents que estaven al castell de Cerines. En la Setmana Santa del 1233, Enric I fou declarat capacitat per començar el seu regnat. La resistència de Cerines es va acabar el juny del 1233, amb la rendició dels assetjats.
El 1247, el papa Innocenci IV va visitar el Regne de Xipre. Aquest mateix any, a petició dels Hospitalers, va enviar un exèrcit per defensar Ascaló, assetjada pel sultà d'Egipte, però una tempesta li va impedir arribar amb suficient temps com per evitar la caiguda de la ciutat.
El 1248, Enric va ajudar el rei Lluís IX de França en la Setena Croada, allotjant-lo a Xipre durant l'hivern, des del setembre del 1248 fins al maig del 1249. Després el va acompanyar a Egipte i va intervenir en l'atac a Mansurah, però els dos reis van ser fets presoners per Fariskur. Va tornar després al seu regne i va morir a Nicòsia el 18 de gener del 1254.
Quan va morir va ser succeït pel seu únic fill, un nen anomenat Hug II de Xipre (1253 - 1267). Si no hagués tingut descendència, els seus hereus haguessin estat els fills de la seva germana major: Joan de Brienne (1234 - 1260) i Hug de Brienne (1240 - 1296), o el fill de la seva germana menor, Hug d'Antioquia (1235 - 1284), que posteriorment heretaria el regne. Va ser enterrat a l'església dels Templers, a Nicòsia.
En la literatura històrica es diu que la cosa més interessant del regnat d'Enric va ser la seva corpulència. Aparentment va significar un període de sorprenent pau, seguretat i, des d'un punt de vista històric, avorriment. A més Enric va ser regent de Jerusalem amb Conrad II (IV d'Alemanya).

## Matrimoni i fills
Es va casar tres vegades. Les seves esposes van ser:
- El primer amb Alícia de Montferrat (1215 - 1233), filla del marquès Guillem VI de Montferrat, i de Berta de Clavesana. Es van casar el maig del 1229 a Limassol.
- El segon amb Estefania de Lampron (1225 - 1249), filla de Constantí de Lampron, regent d'Armènia, i Estefania de Barbaron. Es van casar el 1237 a Nicòsia.
- El tercer matrimoni el 1250 va ser amb Plasència d'Antioquia, filla de Bohemon V d'Antioquia, amb la qual va tenir un fill, Hug II de Xipre.